# Pine Grove (Kalifornia)
Pine Grove – jednostka osadnicza w Stanach Zjednoczonych, w stanie Kalifornia, w hrabstwie Amador.